# Fábio Carvalho
Fábio Leandro Freitas Gouveia Carvalho (* 30. srpna 2002 Torres Vedras) je portugalský profesionální fotbalista, který hraje na pozici ofensivního záložníka za anglický klub Hull City AFC, kde je na hostování z Liverpoolu, a za portugalský národní tým do 21 let. Na mládežnických úrovních reprezentoval také Anglii.

## Klubová kariéra
Carvalho se narodil ve městě Torres Vedras v distriktu Lisabon. Hrával v akademii lisabonské Benficy než se s rodinou v roce 2013 odstěhoval do anglického Londýnu. Před působením v akademii Fulhamu strávil rok v londýnském klubu Balham FC.
V květnu 2020 podepsal Carvalho svůj první profesionální kontrakt, a to do léta 2022. 23. září debutoval Carvalho v A-týmu Fulhamu při výhře 2:0 v zápase EFL Cupu proti Sheffieldu Wednesday. Do zápasu Premier League poprvé zasáhl 1. května 2021, když odehrál posledních 12 minut utkání proti Chelsea, které skončilo porážkou Fulhamu 2:0. Své první prvoligové branky se dočkal hned v následujícím zápase do kterého nastoupil, a to 15. května do sítě Southamptonu při prohře 3:1. V ročníku 2020/21 nastoupil ještě do dalších 2 ligových střetnutí, nicméně sestupu Fulhamu do EFL Championship zabránit nedokázal.
Carvalho se hned na začátku sezóny 2021/22 stal stabilním členem základní sestavy Fulhamu. V prvních pěti ligových zápasech se třikrát střelecky prosadil a za své výkony získal ocenění pro nejlepšího mladého hráče měsíce, nicméně následně utrpěl zranění prstu na noze, které jej na dva měsíce vyřadilo ze sestavy. Od svého návratu na hřiště vynechal do konce sezóny jen jediné ligové utkání; celkem nastoupil do 36 zápasů v EFL Championship a 10 brankami a 8 asistencemi se výrazně podílel na postupu Fulhamu zpátky do Premier League z prvního místa.

### Liverpool
Liverpool v lednu 2022 dohodl s Fulhamem na přestupu Carvalha, ale klubům se nepovedlo doladit poslední detaily přestupu. Liverpool nicméně měl zájem o Carvalhovy služby i nadále a 23. května 2022 byl oficiálně oznámen přesun portugalského záložníka do Liverpoolu za částku okolo 5 miliónů liber.

## Reprezentační kariéra
Carvalho reprezentoval Anglii na mládežnických úrovních.
Carvalho byl poprvé povolán do portugalské reprezentace do 21 let v březnu 2022 na kvalifikační zápasy proti Islandu a Řecku. Svůj debut si Carvalho odbyl 25. března, když se objevil v základní sestavě utkání proti Islandu.

## Statistiky
K 23. květnu 2022
| Klub      | Sezóna  | Liga             | Liga   | Liga | FA Cup | FA Cup | EFL Cup | EFL Cup | Evropské poháry | Evropské poháry | Celkem | Celkem |
| Klub      | Sezóna  | Liga             | Zápasy | Góly | Zápasy | Góly   | Zápasy  | Góly    | Zápasy          | Góly            | Zápasy | Góly   |
| --------- | ------- | ---------------- | ------ | ---- | ------ | ------ | ------- | ------- | --------------- | --------------- | ------ | ------ |
| Fulham    | 2020/21 | Premier League   | 4      | 1    | 1      | 0      | 1       | 0       | —               | —               | 6      | 1      |
| Fulham    | 2021/22 | EFL Championship | 36     | 10   | 2      | 1      | 0       | 0       | —               | —               | 38     | 11     |
| Fulham    | Celkem  | Celkem           | 40     | 11   | 3      | 1      | 1       | 0       | —               | —               | 44     | 12     |
| Liverpool | 2022/23 | Premier League   | 0      | 0    | 0      | 0      | 0       | 0       | 0               | 0               | 0      | 0      |
| Liverpool | Celkem  | Celkem           | 0      | 0    | 0      | 0      | 0       | 0       | 0               | 0               | 0      | 0      |
| Celkem    | Celkem  | Celkem           | 40     | 11   | 3      | 1      | 1       | 0       | 0               | 0               | 44     | 12     |

## Ocenění

### Klubová

#### Fulham
- EFL Championship: 2021/22[15]

### Individuální
- Mladý hráč měsíce EFL Championship: srpen 2021[9]